# Simediana
Simediana je vsaka izmed treh premic, ki jih dobimo tako, da vzamemo mediano in jo zrcalimo preko simetrale pripadajočega kota. Vsak trikotnik ima tri  simediane. Sekajo se v točki, ki ji pravimo simedianska točka ali Lemoinova točka (po francoskem matematiku Émilu Lemoinu (1840 - 1912)) ali Grebejeva točka (po nemškem učitelju matematike Ernstu Wilhelmu Grebeju (1804 – 1874) ).
V Enciklopediji znamenitih točk trikotnika je simedianska točka označena z X(6).

## Lastnosti
- Točka simediane v trikotniku, ki ima stranice {\displaystyle a,{\text{ }}b,{\text{ }}c} ima homogene koordinate {\displaystyle [a:b:c]}
- Gergonnejeva točka trikotnika je isto kot simedianska točka  trikotnikovega dotikalnega trikotnika
- Simedianska točka je izogonalno konjugirana točka trikotnikovega težišča.